# Marie Under
Marie Under (1902–1924 Marie Hacker, 1924–1980 Marie Adson; ur. 27 marca 1883 w Tallinnie, zm. 25 września 1980 w Sztokholmie) – estońska poetka.

## Biografia
Urodziła się w religijnej rodzinie nauczycielskiej Fredricha i Leeny Under, miała czwórkę rodzeństwa: Evangeline (1880–1932?), Gottrieda (1881–1882), Bertę (1885–1974), Christfrieda (1887–1934). Uczęszczała do prywatnej szkoły niemieckojęzycznej, ucząc się tam również rosyjskiego i francuskiego. Fascynowała się poezją Goethego, Schillera i Nietzschego. Jej wczesne wiersze były napisane właśnie w języku niemieckim. Pracowała też w gazecie Teataja. Gdy miała 17 lat poznała Eduarda Vilde, który zasugerował jej, by raczej pisała poezję w języku estońskim niż po niemiecku.
W 1902 r. poślubiła Carla Hackera (księgowego) i przeniosła się z mężem do Moskwy – tam urodziły się jej dwie córki: Dagmar (1902–1994) i Hedda (1905–1988) i tam poznała malarza Antsa Laikmaa, który admirował i portretował poetkę oraz zachęcał do tworzenia w ojczystym języku.
Cztery lata później rodzina wróciła do Estonii, gdzie Under zaangażowała się w krajowy ruch literacki, skupiając wokół siebie rodzimych twórców. W 1913 r. w Teatrze Estońskim poznała Artura Adsona – pisarza, poetę, krytyka teatralnego – za którego wyszła po rozwodzie z pierwszym mężem, a który później napisał biografię swojej żony-poetki (wydana w 1974 roku). Para odbyła kilka podróży po Europie: 1921–1923 do Niemiec, 1926 do Paryża, później do Polski, Czechosłowacji, Austrii, Węgier, Włoch, Holandii. W 1927 roku Marie i Artur pobrali się.
W 1937 roku Marie Under została honorowym członkiem PEN Clubu. W latach okupacji radzieckiej 1940–1941, Marie publikowała odważną, patriotyczną poezję, kierując się współczuciem wobec deportowanych i cierpiących wojenne trudy rodaków. 20 września 1944 roku została zmuszona wraz z mężem do opuszczenia kraju – dziewięć dni później trafili na trzy miesiące do szwedzkiego obozu dla uchodźców w Sigtuna. Przebywanie przez tak długi czas w tym samym pokoju z 11 osobami wpędziło Marie w depresję: cierpiała na bezsenność, musiała przyjmować leki.
Odtąd aż do śmierci żyła na uchodźstwie w Szwecji, a jej nazwisko i twórczość były zakazane w ojczyźnie. W tym czasie była związana z Muzeum Teatralnym w Drottningholm, wydała także dwa tomy poezji, należała do Związku Pisarzy Szwedzkich.
Oboje zmarli małżonkowie zostali pochowani zgodnie ze swoim życzeniem na cmentarzu Skogskyrkogården w Sztokholmie. W 2016 roku ciała zarówno Under, jak i Adsona oraz córki poetki, Heddy Hacker i siostry – Berty Under – przeniesiono na cmentarz Rahumäe w Tallinnie.

## Twórczość

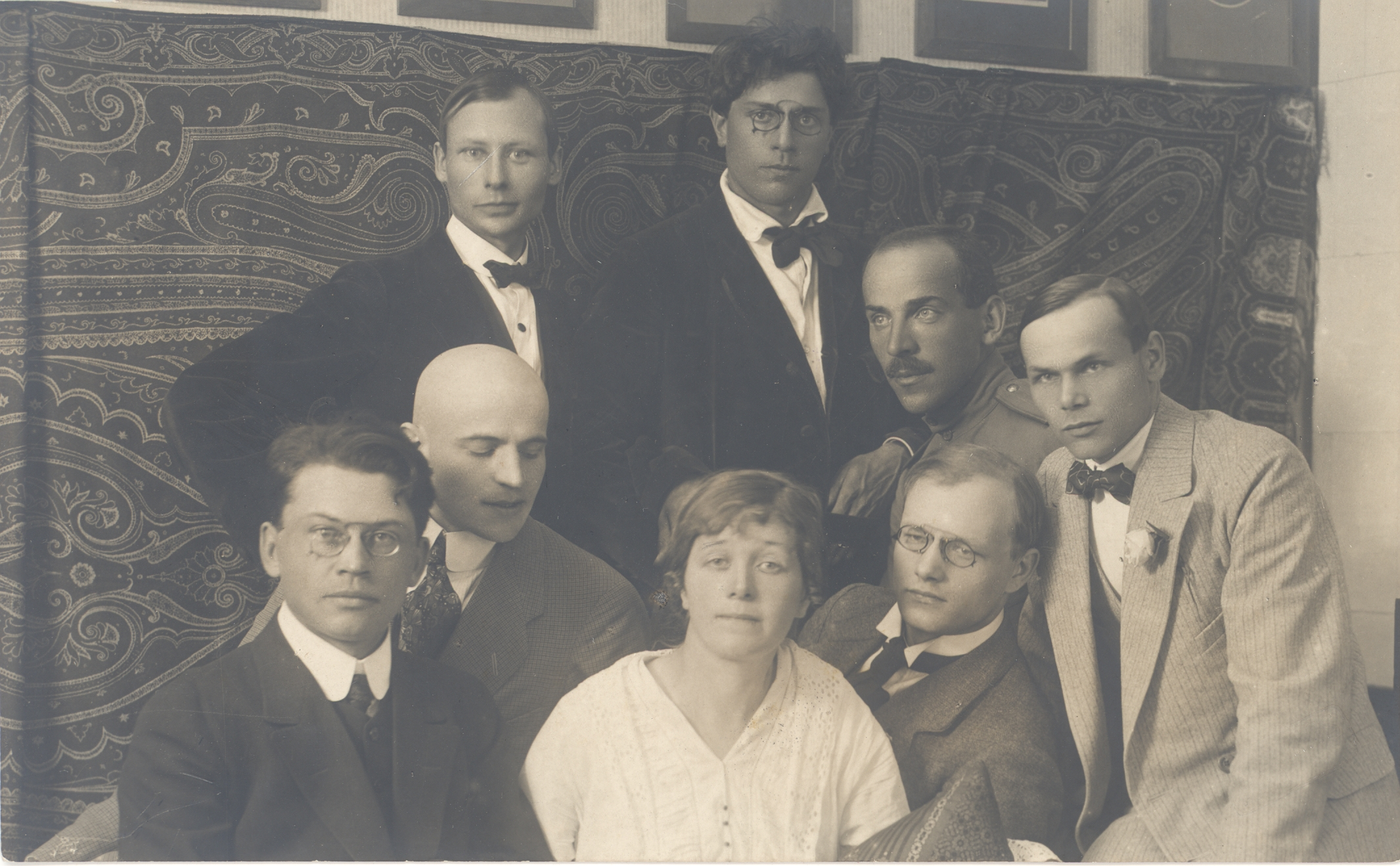
Członkowie grupy Siuru w 1917 roku: Peet Aren, Otto Krusten, Friedebert Tuglas, Arthur Adson, Marie Under, August Gailit, Johannes Semper i Henrik Visnapuu

Pod pseudonimem Mutti, Marie Under zadebiutowała w roku 1904 utworem poetyckim w gazecie Postimees.
W roku 1917 wydała tom poetycki „Sonety” (Sonnetid), który spotkał się bardzo dobrym odbiorem.
Poetka była związana z ugrupowaniem literackim „Siuru” (od nazwy błękitnopiórego magicznego ptaka z estońskiego eposu Kalevipoeg). W tym kręgu (do czasu rozpadu grupy w 1920 roku) tworzyła poezję inspirowaną niemieckim ekspresjonizmem, przy jednoczesnym nawiązywaniu do tradycyjnych estońskich legend i ballad oraz nasycając wiersze awangardową erotyką. W Tallinnie prowadziła tzw. salon literacki, poetkę nazywano tam „księżniczką Siuru” (est.Siurus prinsessa). W krótkim czasie niepodległości Estonii (do 1940 roku) – wraz z pisarzem Friedebertem Tuglasem, Ernstem Enno (pisarzem, poetą), a także Arturem Adsonem i innymi twórcami – Marie Under wyznaczała kierunki sceny literackiej swojego kraju.
Publikowała także na wygnaniu, a jej utwory przetłumaczono na ponad 26 języków. Tłumaczyła z niemieckiego na estoński sztuki teatralne i poezję.

PEN Club kilkukrotnie nominował poetkę do literackiej Nagrody Nobla: na oficjalnej liście nominowanych znalazła się w 1950 roku.

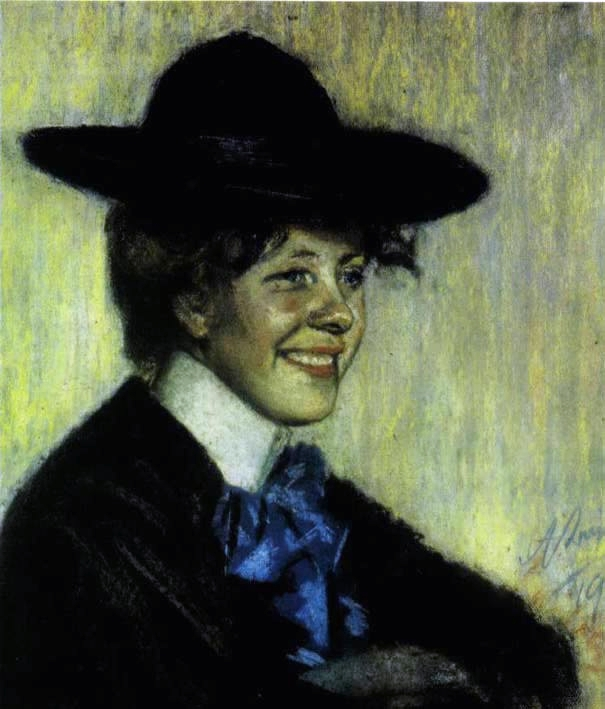
„Mutti. Marie Underi portree” – portret Marie Under autorstwa Antsa Laikmaa, 1904.

## Publikacje (wybór)
- Sonnetid, 1917
- Eelõitseng, 1918
- Sinine puri, 1918
- Verivalla, 1920
- Pärisosa, 1923
- Hääl varjust, 1927
- Rõõm ühest ilusast päevast, 1928
- Õnnevarjutus, 1929
- Lageda taeva all, 1930
- Kivi südamel, 1935
- Meriballaadid, 1939
- Mureliku suuga, 1943
- Sädemed tuhas, 1954
- Ääremail, 1963
- Kolmteist ballaadi, 1963
- Mu süda laulab, 1981[5][12][14].

## Współczesna recepcja
W 2004 roku na ścianie domu przy ulicy Klubbacken 59 w Hägersten (Szwecja), w którym mieszkała para Under-Adson, umieszczono tablicę pamiątkową.
Od 2004 działa zespół muzyczny Under Marié.
20 listopada 2006 roku odbyła się premiera spektaklu „Under” teatru Muzeum Sztuki Współczesnej KUMU, opartego na listach, pamiętnikach i wspomnieniach poetki. Przedstawienie zostało wyprodukowane przez Merle Karusoo i Raima Pass.
Hodowca róż, Mart Ojasalu, wyhodował różę „Marie Under”, która została zaprezentowana 17 lipca 2009 r. w tallińskim Ogrodzie Botanicznym.
W 2010 w Tallinnie stanął pomnik Marie Under autorstwa Mati Karmina.
Estońskie Ministerstwo Kultury przyznaje Stypendium im. Marie Under na badania nad literaturą estońską i jej rozwojem.
W 2016–2017 odkryto, że Estonia nie ma pełnych praw do twórczości Under i Adsona, a mają je Niemcy (Bawaria).